# Pescocostanzo
Pescocostanzo é uma comuna italiana da região dos Abruzos, província de Áquila, com cerca de 1 210 habitantes. Estende-se por uma área de 52 km², tendo uma densidade populacional de 23 hab/km². Faz fronteira com Ateleta, Cansano, Palena (CH), Pettorano sul Gizio, Rivisondoli, Rocca Pia, Roccaraso.

## Demografia
| Variação demográfica do município entre 1861 e 2011                               |
|                                                                                   |
| Fonte: Istituto Nazionale di Statistica (ISTAT) - Elaboração gráfica da Wikipedia |